# KOBE JAZZ FESTIVAL
KOBE JAZZ FESTIVAL（神戸ジャズフェスティバル）は、神戸市で毎年5月に開催されているジャズコンサートである。

## 概要
同コンサートは阪神・淡路大震災10周年に当たる2005年より開催しており、震災で被災した神戸国際会館での震災復興記念事業として「新しい神戸ジャズを発信する」ことを目指して開催されている。
このコンサートでは、神戸出身のジャズピアニスト・小曽根実とその家族を中心としたスペシャルユニットが、古今東西のジャズの名曲を、イベントを後援するラジオ関西の洋楽番組『名曲ラジオ三浦紘朗です』『ジャズライブコレクション（ジャズライブinソネ）』を通してリクエストを募集したものを中心として生演奏する「リクエストで綴るジャズヒットパレード」をメインコーナーとして展開する。